# Joan Capdevila i Esteve
Joan Capdevila y Esteve (Martorell, 13 de julio de 1965) es un veterinario y político español, diputado en el Congreso de los Diputados en la XI, XII, XIII y XIV legislaturas, ocupando la Presidencia de la Comisión de Industria, Comercio y Turismo.
Trabaja de veterinario y es director del diario digital El Matí, órgano de la Asociación El Matí, una corriente crítica de Unión Democrática de Cataluña, partido en el que ha militado muchos años y que abandonó en 2009, disconforme con el liderazgo de Josep Antoni Duran i Lleida. A la vez ha formado parte de la candidatura a la presidencia del Fútbol Club Barcelona de 2010 encabezada por Agustí Benedito y Benet.
A las elecciones generales españolas de 2015, 2016 y 2019 fue escogido diputado por Barcelona, como número cinco en la lista de Esquerra Republicana de Catalunya.En las elecciones generales de 2023 volvió a ocupar dicha posición, no resultando elegido diputado debido a la bajada de apoyo del partido independentista.